# 영국령 서아프리카
영국령 서아프리카(영어: British West Africa)는 식민지 시대에 서아프리카에 있던 영국 식민지의 총칭이다. 식민지로서의 영국령 서아프리카는 원래 공식적으로 시에라리온 식민지와 속령(영어: Colony of Sierra Leone and its Dependencies), 그 다음에는 영국령 서아프리카 영토(영어: British West African Territories), 그리고 마지막으로 영국령 서아프리카 정착지(영어: British West African Settlements)로 알려져 있었다.
영국은 19세기 내내 이들 영토의 다양한 부분 또는 전체를 지배했다. 서쪽에서 동쪽으로 식민지는 감비아, 시에라리온, 가나, 나이지리아의 독립 국가가 되었다. 독립할 때까지, 가나는 골드코스트로 불렸다.

## 역사적 관할권
영국령 서아프리카는 1821년 10월 17일 1850년 1월 13일 처음 해산될 때까지, 그리고 1866년 2월 19일 마지막 종말을 맞이할 때까지 두 기간 동안 시에라리온 총독(프리타운의 총독과 동등한 지위)을 가진 행정 기관으로서 구성되었다.
다른 식민지로는 감비아와 영국령 골드코스트(현 가나)가 있다. 또한 서부 나이지리아, 동부 나이지리아, 북부 나이지리아도 포함되었다.
현재 아프리카의 구성은 가나, 시에라리온, 감비아, 서부 나이지리아, 동부 나이지리아, 북부 나이지리아를 포함한다. 이 나라들과 지역들은 후기 식민지 시대의 유물들이다. 가나 작가 콰메 앤서니 아피아가 신식민지주의라고 부르는 것들이다.
영국령 서아프리카는 원래 대서양 노예 무역을 끝내는 데 영국의 어느 정도의 해안선 통제가 필요하다고 생각한 노예 폐지론자 포웰 벅스턴의 재촉에 의해 설립되었다. 개발은 오로지 현대화에 기반을 두었으며, 자율적인 교육 시스템은 토착 문화를 현대화하는 첫 번째 단계였다. 원주민들의 문화와 관심은 무시되었다. 새로운 사회 질서는 학교와 지역 전통에서 유럽의 영향과 함께 영국령 서아프리카의 문화를 형성하는데 도움을 주었다. 영국령 서아프리카 식민지 학교 커리큘럼이 이에 역할을 했다. 지역 엘리트들은 새로운 가치와 철학을 가지고 발전하여 전반적인 문화 발전을 변화시켰다.
영국령 서아프리카의 사회적 이슈와 관련하여, 성과 인종은 보통 서로 충돌한다(카리나 E. 레이는 그것을 "백인의 아내 문제"라고 불렀다). 영국령 서아프리카의 역사 동안, 인종간의 관계는 눈살을 찌푸리게 되었고, 커플들은 차별을 받을 수도 있었다. 심지어 이러한 관계의 아내들을 영국으로 추방하고 그들이 이 식민지에 접근하는 것을 거부하는 정책도 있었다.

## 여파
1907년부터 1962년까지는 영국령 서아프리카 파운드라는 단일 통화가 나이지리아를 포함한 이 지역 전역에서 시행되었다.
나이지리아는 1960년에 독립했다. 시에라리온은 1958년에 자치권을 얻었고 1961년에 독립했다. 감비아는 1965년에 독립했다. 1954년 영국령 골드코스트는 영국에 의해 자치권을 부여받았고 1957년 골드코스트는 가나라는 이름으로 영국으로부터 독립했다.

## 같이 보기
- 분류:영국의 아프리카 식민화
- 분류:유럽의 아프리카 식민화
- 아프리카 분할